# تايلور هورن
تايلور هورن (بالإنجليزية: Ashley Smith)‏ (و. 1992  م) هي ممثلة، ومغنية مؤلفة، ومغنية، وملحنة، وموسيقية، ومدونة، ومصورة، وممثلة أفلام أمريكية، ولدت في كينتوود، تستخدم آلات قيثارة، بدأت مشوارها المهني سنة 2002.

## وصلات خارجية
- تايلور هورن على موقع IMDb (الإنجليزية)
- تايلور هورن على موقع كينوبويسك (الروسية)

- تايلور هورن في قاعدة بيانات الأفلام على الإنترنت